# Magdalena Arellano
Magdalena Arellano Morelos (ur. 18 października 1977) – meksykańska zapaśniczka w stylu wolnym. Zajęła szóste miejsce na mistrzostwach świata w 2000 i ósme w 2002. Ósma na igrzyskach panamerykańskich w 2003. Zdobyła cztery medale na mistrzostwach panamerykańskich, srebro w 2000 i 2002. Srebrny medal na igrzyskach Ameryki Środkowej i Karaibów w 1998 roku.